# Болно
Болно или Боуно (на македонска литературна норма: Болно) е село в община Ресен, Северна Македония.

## География
Селото е разположено на изток от град Ресен, в Илинската планина. През селото минава Болнската река.

## История
В XIX век Болно е село в Битолска кааза, Нахия Долна Преспа на Османската империя. В „Етнография на вилаетите Адрианопол, Монастир и Салоника“, издадена в Константинопол в 1878 година и отразяваща статистиката на населението от 1873, Бохчо (Bohtcho) е посочено като село с 55 домакинства и 135 жители българи.
Според статистиката на Васил Кънчов („Македония. Етнография и статистика“) от 1900 година Боуно има 500 жители, всички българи християни.
На Етнографската карта на Битолския вилает на Картографския институт в София от 1901 година Болно е чисто българско село в Битолската каза на Битолския санджак със 117 къщи.
В началото на XX век българското население на селото е под върховенството на Българската екзархия. По данни на секретаря на екзархията Димитър Мишев („La Macédoine et sa Population Chrétienne“) през 1905 година в Боуно има 640 българи екзархисти и функционира българско училище. Българската църква е кръстена „Свети Атанас“. Изградена е в 1846 година.
По време на Илинденското въстание Боуно е неколкократно нападнато от турски аскер и башибозук, цялото е ограбено и са опожарени всички 96 къщи. Убити са Тасе Кърстев, Наум Стойчев, Динка Тасева, Менка Митрева, Кръсте Настев, Митре Тасев, Ристе Тасев, Стефо Настев, изнасилени са някои от селските жени, а четниците Митре Темелков, Трайчо Митрев, Кирчо Василев, Кипре Василев, Иванчо Радев, Кърсте Настев, Стефо Наумов, Тано Ристов, Нанчо Ставрев, Гошо Цветков и Никола Митов са зверски убити, след дадената от султана амнистия. След въстанието селото получава помощи от българския владика Григорий Пелагонийски.
Бѣше 3. день слѣдъ възстанието. Взе да се пушка отъ двѣ страни. Забѣлѣзахме, че войски и башибозукъ напрѣдваха къмъ селото ни. Тогасъ всички ние забѣгнахме въ ближнята' гора. До като потерата стигне въ селото, двама мѫже бидоха убити. Всичко се виждаше отъ планината. По напрѣдъ нападателитѣ ограбиха селото, послѣ го подпалиха и въ единъ и половина часъ изгориха 86 кѫщи. Слѣдъ два дни други войски ни нападнаха отъ къмъ планината и изгориха още 6 кѫщи отъ останалитѣ 10 здрави, като ни откараха 5 коне и всичко, каквото намѣриха. Тогава подъ развалинитѣ на изгоренитѣ кади открихме и труповетѣ на двѣ млади невѣсти, които не успѣли да избѣгатъ съ населението. Отъ тоя день до 26 августь още три пѫти войска и башибозукъ ни нападнаха, убиха още 3-ма мѫже и ни откараха 170 волове, 196 крави и 900 овци и кози. При това задигна ни се скритото жито и снопето отъ полето. На 26. августь друга многобройна войска ни нападна. При бѣгането на населението много жени бѣха застигнати и обезчестени отъ башибозука по показание на Шукри отъ Рѣсенъ. Тоя день войскитѣ убиха още единъ мѫжъ. Слѣдъ това движението бѣше поутихнало малко, та селянитѣ почнаха да си гледатъ нѣкои полски работи. Скоро се научихме, че султанътъ помилвалъ всички четници, та отъ нѣкои села дори зели да се завръщатъ. И 9 души наши момчета поискаха да се върнатъ. За това азъ единъ день по рано обадихъ на мюдурина въ Рѣсенъ. Нъ тѣ не стигнаха да дойдатъ въ село. Надъ с. Избища войски редифи отъ охридския табуръ заобиколили ги и всички 9 души избили. Когато на другия день отидохме да ги намѣримъ, тръпки ни побиха по тѣлото отъ
обезобразнитѣ и люто измъчени трупове: едни бѣха съ отрѣзани уши и носъ и избодени очи, други съ строшени глава и отрѣзани рѫцѣ и крака. На двама бѣха извадени всички зѫби. Всички бѣха пронизани и съ по два куршуми и мушнати задъ ухото.
При избухването на Балканската война седем души от Болно са доброволци в Македоно-одринското опълчение.
В 1924 година на километър южно от селото е изградена църквата „Света Троица“ и там са преместени от „Свети Атанасий“ селските гробища. В 1965 година на три километра южно от селото е изградена малката манастирска църква „Свети Наум“.
Според преброяването от 2002 година селото има 237 жители, от които:
| Националност     | Всичко |
| северномакедонци | 234    |
| албанци          | 0      |
| турци            | 0      |
| цигани           | 0      |
| власи            | 0      |
| сърби            | 1      |
| бошняци          | 0      |
| други            | 2      |

## Личности
Родени в Болно
- Димитър Богоевски (1918 – 1942), югославски партизанин
- Димитър Ставрев – Мире (1883 – ?), български революционер от ВМОРО, четник при Спиро Олчев в Ресенско през 1904 година[15]
- Евтим Богоев (? – 1908), български революционер
- Ефтим Трайчев Попов, български революционер от ВМОРО[16]
- Йован Темелко, българин, православен, арестуван преди април 1904 година, обвинен в „присъединяване към българските разбойници и вършене на разбойничество с цел да се наруши редът“, осъден от Извънредния съд на 7 години каторга, лежал в Битолския затвор, амнистиран с общата амнистия от 12 април 1904 година[17]
- Коста Христов Боримечков, български революционер от ВМОРО[18]
- Митруш Нанчев Герасов, български революционер от ВМОРО[19]
- Никола Митров Манчев, български революционер от ВМОРО[20]
- Петре Апостолов, български революционер от ВМОРО[18][21]
- Ристе Попкоста, поп, българин, православен, арестуван преди април 1904 година, обвинен във „разбунтуване, включвайки се в българския бунтовнически комитет“, осъден от Извънредния съд на 3 години каторга, лежал в Битолския затвор, амнистиран с общата амнистия от 12 април 1904 година[22]
- Ставре Тасев, български революционер
- Христо Нечов, български революционер от ВМОРО[21]

Починали в Болно
- Димитър Богоевски (1918 – 1942), югославски партизанин
- Евтим Богоев (? – 1908), български революционер
- Стефан Наумов (1920 – 1942), югославски партизанин